# ایریس (بازیکن فوتبال)
ایریس (انگلیسی: Íris؛ زادهٔ ۱۲ فوریهٔ ۱۹۴۲) بازیکن فوتبال اهل برزیل است.
از باشگاه‌هایی که در آن بازی کرده‌است می‌توان به باشگاه فوتبال فلومیننزه و باشگاه فوتبال کورینتیانس اشاره کرد.